# Marvin Hasselbaink
Marvin Hasselbaink (Amsterdam, 26 april 1988) is een Nederlands voetballer die als aanvaller bij FC Omniworld speelde. Hij is een neef van Nigel Hasselbaink, Jimmy Floyd Hasselbaink is de oom van beiden.

## Carrière
Marvin Hasselbaink maakte zijn debuut voor FC Omniworld op 7 augustus 2009, in de met 2-0 verloren uitwedstrijd tegen Go Ahead Eagles. Hij kwam in de 60e minuut in het veld voor Dion Malone. Na één seizoen bij Omniworld was hij enkele jaren clubloos, waarna hij nog voor de amateurclubs FC Lienden, Ajax Zaterdag, Sparta Nijkerk en SV TEC speelde.

### Statistieken
| Seizoen                   | Club            | Land           | Competitie         | Competitie | Competitie | Beker | Beker | Totaal | Totaal |
| Seizoen                   | Club            | Land           | Competitie         | Wed.       | Dlp.       | Wed.  | Dlp.  | Wed.   | Dlp.   |
| ------------------------- | --------------- | -------------- | ------------------ | ---------- | ---------- | ----- | ----- | ------ | ------ |
| 2009/10                   | FC Omniworld    | Nederland      | Eerste divisie     | 5          | 0          | 0     | 0     | 5      | 0      |
| 2013/14                   | FC Lienden      | Nederland      | Topklasse Zondag   | 10         | 1          | 0     | 0     | 10     | 1      |
| 2014/15                   | Ajax (amateurs) | Nederland      | Topklasse Zaterdag | 5          | 0          | 0     | 0     | 5      | 0      |
| 2017/18                   | SV TEC          | Nederland      | Tweede divisie     | 4          | 0          | 0     | 0     | 4      | 0      |
| Carrièretotaal            | Carrièretotaal  | Carrièretotaal | Carrièretotaal     | 24         | 1          | 0     | 0     | 24     | 1      |
| Bijgewerkt op 7 juli 2019 |                 |                |                    |            |            |       |       |        |        |